# تئاتر ان‌او۹۹

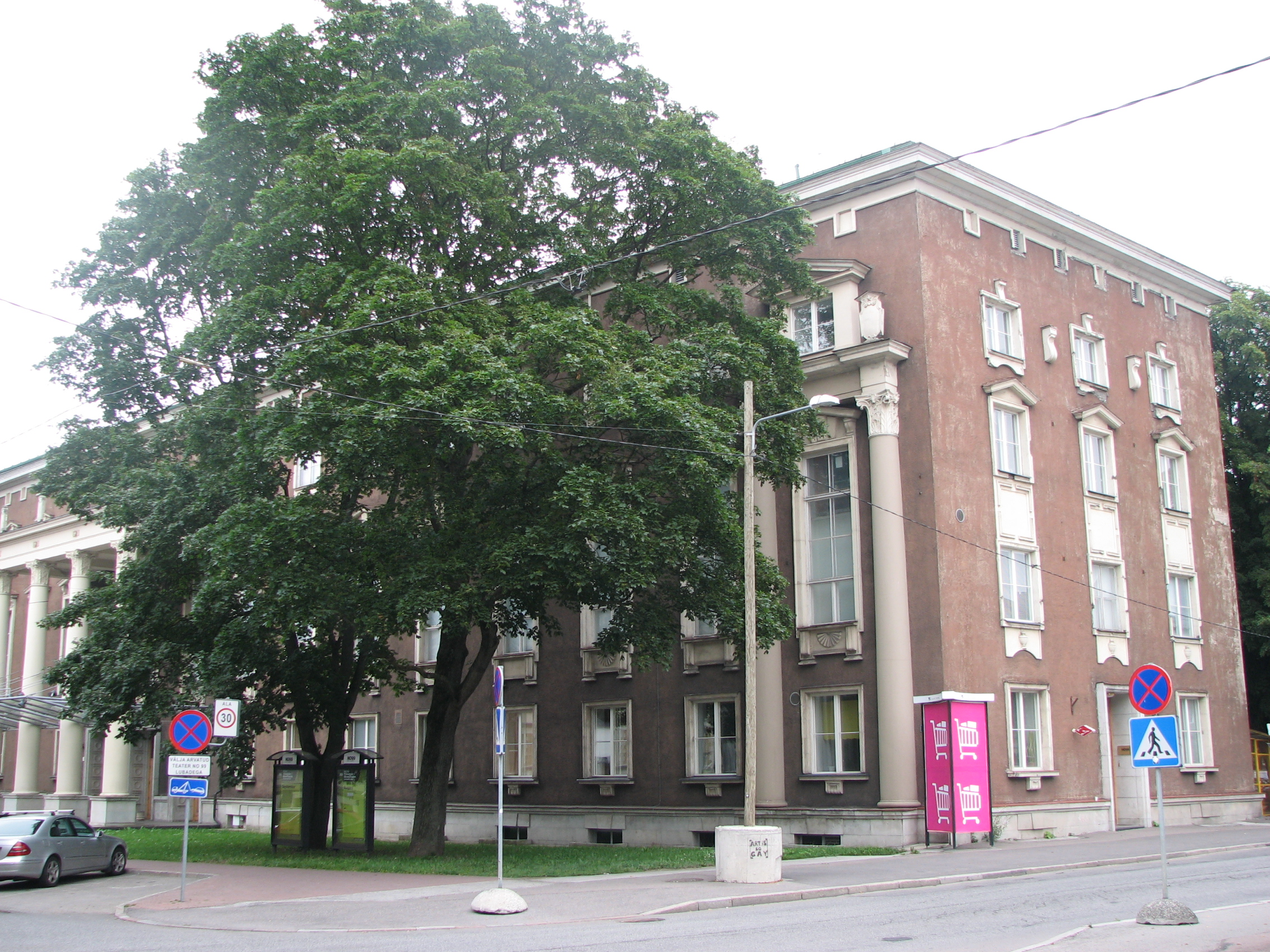
ساختمان تئاتر ان‌او۹۹.

تئاتر ان‌او۹۹یا تئاتر شماره ۹۹ (انگلیسی: Theatre NO99) یک سالن نمایش در شهر تالین، استونی بود. این تئاتر در فوریه ۲۰۰۵ تاسیس و در سال ۲۰۱۹ تعطیل شد.

## نگارخانه

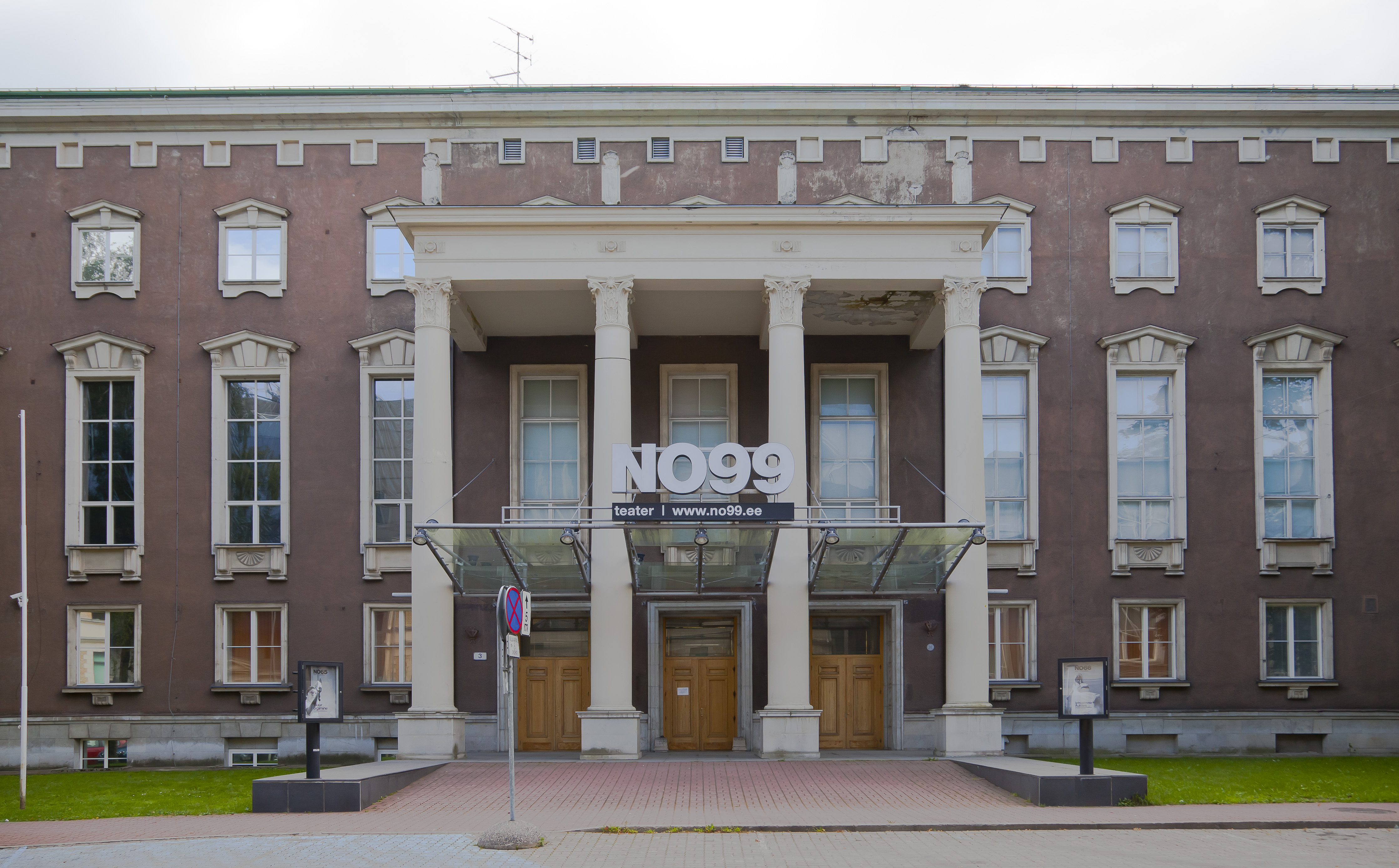
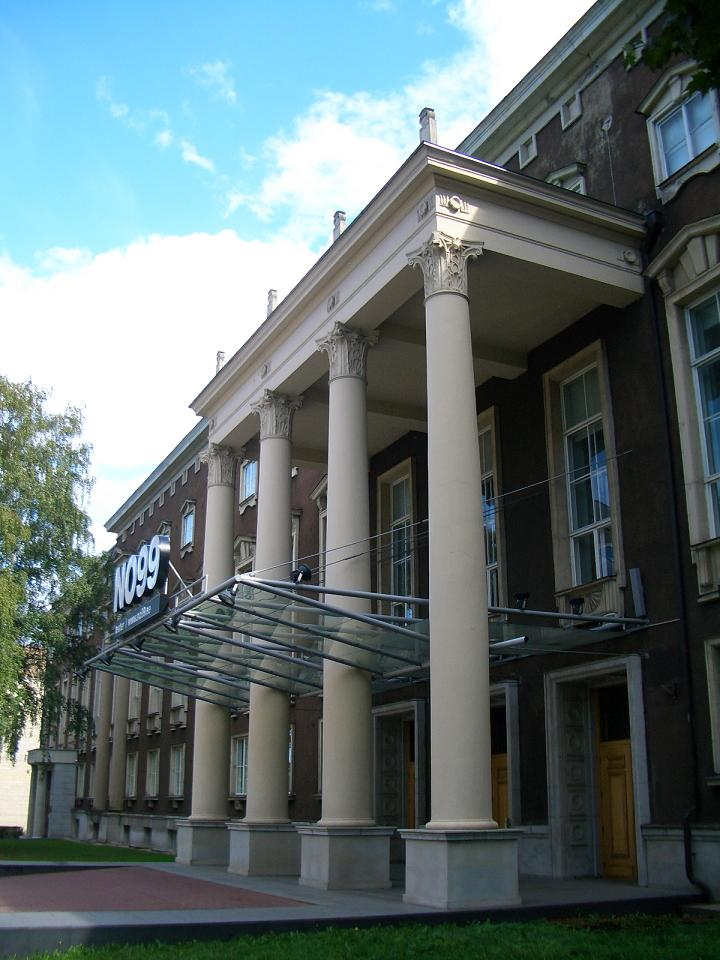